# Jorge Silva Melo
Jorge Freitas e Silva Melo (Lisboa, 7 de agosto de 1948 — Lisboa, 14 de março de 2022) foi um encenador, ator, cineasta, dramaturgo, tradutor e crítico português.

## Biografia
Passou a infância na antiga cidade de Silva Porto, em Angola, voltando a Lisboa com a família no início da adolescência. Frequentou o Externato Marista de Lisboa e foi completar os estudos secundários no Liceu Camões.
Aos 15 anos começou a escrever sobre cinema no suplemento juvenil do Diário de Lisboa, dirigido por Mário Castrim.
Frequentou a licenciatura em Filologia Românica, na Faculdade de Letras da Universidade de Lisboa, onde integrou o Grupo de Teatro de Letras. Em 1969, porém, decidiu abandonar esses estudos, partindo para o Reino Unido. Com uma bolsa da Fundação Calouste Gulbenkian frequentou a London Film School, onde obteve um diploma em Realização. 
Em 1972, de novo em Lisboa, fundou o Teatro da Cornucópia, com Luís Miguel Cintra, que integrou até 1979. 
Afastado da Cornucópia, voltou a sair do país, na qualidade de bolseiro da Gulbenkian, estagiando em Berlim, junto de Peter Stein, e em Milão, junto de Giorgio Strehler. 
Em 1995 fundou a Artistas Unidos, companhia que dirige e na qual se centra a sua atividade como encenador. Enquanto realizador de cinema assinou nove películas, tendo participado na cooperativa de cinema Grupo Zero, entre 1975 e 1979. Foi também professor na Escola Superior de Teatro e Cinema.
É autor das peças de teatro Seis Rapazes Três Raparigas, António, Um Rapaz de Lisboa, O Fim ou Tende Misericórdia de Nós, Prometeu, Num País Onde Não Querem Defender os Meus Direitos, Eu Não Quero Viver, baseado em Kleist, de Não Sei (em colaboração com Miguel Borges) e O Navio dos Negros, e ainda do libreto de Le Château dês Carpathes, de Philippe Hersant, baseado em Júlio Verne. 
Traduziu obras de Carlo Goldoni, Luigi Pirandello, Oscar Wilde, Bertolt Brecht, Georg Büchner, Lovecraft, Michelangelo Antonioni, Pier Paolo Pasolini, Heiner Müller e Harold Pinter.
Foi cronista do Mil Folhas, suplemento do jornal Público.
A 25 de abril de 2004, foi agraciado com o grau de Comendador da Ordem da Liberdade.
A 18 de maio de 2021, foi-lhe atribuído o grau de doutor honoris causa pela Universidade de Lisboa, sob proposta da Faculdade de Letras.
Morreu a 14 de março de 2022, no Hospital da Luz, em Lisboa, onde se encontrava internado.
Recebeu do Governo Português, a título póstumo, a Medalha de Mérito Cultural em março de 2022. 

## Filmografia
Filmografia como realizador
- Sofia Areal: Um Gabinete Anti-Dor (2016)
- Álvaro Lapa: A Literatura (2008)
- Conversas com Glícínia - documentário (2004);
- António, Um Rapaz de Lisboa (2000);
- Joaquim Bravo, Évora, 1935, etc, etc, Felicidades - documentário (1999);
- A Entrada na Vida (1997)
- Palolo, Ver o Pensamento a Correr - documentário (1995);
- Coitado do Jorge (1993);
- Agosto (1987);
- Ninguém Duas Vezes (1985);
- Passagem ou a Meio Caminho (1980).

Filmografia como actor
- Das Tripas Coração, de Joaquim Pinto (1992);
- Swing Troubadour, de Bruno Bayen (1991);
- O Bobo, de José Álvaro Morais - voz (1987);
- «Repórter X», de José Nascimento (1987)-  ver: Repórter x
- Uma Rapariga no Verão, de Vitor Gonçalves (1986);
- Vertiges, de Christine Laurent (1985);
- Le Soulier de Satin, de Manoel de Oliveira (1985);
- A Ilha dos Amores, de Paulo Rocha (1982);
- Conversa Acabada, de João Botelho (1982);
- Silvestre, de João César Monteiro (1982);
- Quem Espera por Sapatos de Defunto Morre Descalço, de João César Monteiro (1970).

Filmografia como argumentista
- Conversas com Glícínia, de Jorge Silva Melo - documentário (2004);
- O Pedido de Emprego, de Pedro Caldas (2000);
- António, Um Rapaz de Lisboa, de [Jorge Silva Melo (1999);
- Longe Daqui, de João Guerra (1994);
- Coitado do Jorge, de Jorge Silva Melo (1993);
- Xavier, de Manuel Mozos (1992);
- O Desejado, de Paulo Rocha (1988);
- Agosto, de Jorge Silva Melo (1987);

Filmografia como assistente de realização
- Quem Espera por Sapatos de Defunto Morre Descalço, de João César Monteiro (1970);
- Sophia de Mello Breyner Andresen, de João César Monteiro (1969).

Filmografia como director de produção
- Brandos Costumes, de Alberto Seixas Santos (1975);
- Quem Espera por Sapatos de Defunto Morre Descalço, de João César Monteiro (1970).

Filmografia como Produtor
- Ninguém Duas Vezes, de Jorge Silva Melo (1985)